# Droga wojewódzka nr 265
Droga wojewódzka nr 265 (DW265) – droga wojewódzka w południowej części województwa kujawsko-pomorskiego oraz w zachodniej części województwa mazowieckiego o długości 44 km łącząca Brześć Kujawski z Gostyninem.